# Championnat des Tuvalu de football 2012
Navigation
Saison précédente Saison suivante
La saison 2012 du Championnat des Tuvalu de football est la douzième édition du championnat de première division aux Tuvalu. Les huit meilleurs clubs du pays sont regroupés au sein d'une poule unique, où ils s'affrontent une fois au cours de la saison. Il n’y a ni promotion, ni relégation en fin de saison.
C'est le Nauti FC, tenant du titre, qui est à nouveau sacré champion des Tuvalu cette saison, avec un point d’avance sur Tamanuku. C'est le septième titre de champion des Tuvalu de l’histoire du club.

## Les clubs participants
- Lakena United
- FC Manu Laeva
- FC Nanumaga
- Nauti FC
- FC Niutao
- Nui SC
- Tamanuku
- FC Tofaga

## Compétition

### Classement
Le barème utilisé pour établir le classement est le suivant :
- Victoire : 3 points
- Match nul : 1 point
- Défaite : 0 point

| Rang | Équipe        | Pts | J | G | N | P | Bp | Bc | Diff |
| ---- | ------------- | --- | - | - | - | - | -- | -- | ---- |
| 1    | Nauti FCT     | 16  | 7 | 5 | 1 | 1 | 16 | 7  | +9   |
| 2    | Tamanuku      | 15  | 7 | 5 | 0 | 2 | 13 | 7  | +6   |
| 3    | FC Manu Laeva | 14  | 7 | 4 | 2 | 1 | 15 | 6  | +9   |
| 4    | FC Tofaga     | 13  | 7 | 4 | 1 | 2 | 20 | 6  | +14  |
| 5    | FC Nanumaga   | 9   | 7 | 3 | 0 | 4 | 12 | 9  | +3   |
| 6    | FC Niutao     | 9   | 7 | 3 | 0 | 4 | 14 | 20 | -6   |
| 7    | Lakena United | 6   | 7 | 2 | 0 | 5 | 8  | 24 | -16  |
| 8    | Nui SC        | 0   | 7 | 0 | 0 | 7 | 2  | 22 | -20  |

|  | Champion            |
|  | T : Tenant du titre |

## Bilan de la saison
| Championnat des Tuvalu de football 2012 |                     |
| Champion                                | Nauti FC (7e titre) |
| Coupes et trophées                      |                     |
| Vainqueur de la Coupe des Tuvalu 2012   | FC Tofaga           |
| Qualifications continentales            |                     |
| Promotions et relégations               |                     |
| Promus en A-Division                    | Aucun               |
| Relégués                                | Aucun               |